# The End of Life
The End of Life – debiutancki album studyjny polskiej grupy gothicmetalowej UnSun. Wydawnictwo ukazało się 22 września 2008 roku nakładem Century Media Records na świecie oraz Mystic Production w Polsce. W ramach promocji albumu został zrealizowany teledysk do utworu pt. "Whispers" w reżyserii Dariusza Szermanowicza.

## Lista utworów
Opracowano na podstawie materiału źródłowego.
| Nr  | Tytuł utworu         | Słowa | Muzyka | Długość |
| --- | -------------------- | ----- | ------ | ------- |
| 1.  | „Whispers”           | Aya   | Mauser | 03:33   |
| 2.  | „Lost Innocence”     | Aya   | Mauser | 03:18   |
| 3.  | „Blinded by Hatred”  | Aya   | Mauser | 03:33   |
| 4.  | „Face the Truth”     | Aya   | Mauser | 05:05   |
| 5.  | „The Other Side”     | Aya   | Mauser | 04:03   |
| 6.  | „Destiny”            | Aya   | Mauser | 03:54   |
| 7.  | „Memories”           | Aya   | Mauser | 03:50   |
| 8.  | „Bring Me to Heaven” | Aya   | Mauser | 04:45   |
| 9.  | „On the Edge”        | Aya   | Mauser | 03:34   |
| 10. | „Closer to Death”    | Aya   | Mauser | 03:44   |
| 11. | „Indifference”       | Aya   | Mauser | 03:00   |
|     |                      |       |        | 42:19   |

| Utwór dodatkowy | Utwór dodatkowy | Utwór dodatkowy |
| Nr              | Tytuł utworu    | Długość         |
| --------------- | --------------- | --------------- |
| 1.              | „Wspomnienie”   | 03:44           |

## Twórcy
Opracowano na podstawie materiału źródłowego.
| - Anna "Aya" Stefanowicz – śpiew - Maurycy "Mauser" Stefanowicz – gitara, sample - Wawrzyniec "Vaaver" Dramowicz – perkusja - Filip "Heinrich" Hałucha – gitara basowa |  | - Szymon Czech – realizacja dźwięku, produkcja muzyczna - Marcin Kiełbaszewski – produkcja muzyczna - Mentalporn (Katarzyna Zaremba, Piotr "Qras" Kurek) – okładka, oprawa graficzna |